# Метод медленно меняющихся амплитуд
Метод медленно меняющихся амплитуд (МММА, иногда метод Ван-дер-Поля) применяется для приближенного решения нелинейных уравнений, близких к линейным, а колебания близки к гармоническим. Метод основан на допущении, что амплитуда (огибающая) волны меняется медленно во времени и пространстве по сравнению с периодом волны.
Метод применяется, например, в радиофизике, нелинейной оптике.

## Пример
Рассмотрим уравнение электромагнитной волны:
{\displaystyle \nabla ^{2}E-\mu _{0}\,\varepsilon _{0}\,{\frac {\partial ^{2}E}{\partial t^{2}}}=0,}
где k0 и ω0 волновой вектор и угловая частота волны E(r,t), и используем следующее представление:
{\displaystyle E(\mathbf {r} ,t)=\Re \left[E_{0}(\mathbf {r} ,t)\,e^{i\,(\mathbf {k} _{0}\,\cdot \,\mathbf {r} -\omega _{0}\,t)}\right],}
где {\displaystyle \scriptstyle \Re [\cdot ]} обозначает вещественную часть.
В приближении медленно меняющейся амплитуды предполагается, что комплексная амплитуда E0(r, t) меняется медленно в зависимости от r и t. Это также предполагает, что E0(r, t) представляет волну, распространяющуюся вперед в направлении k0. В результате медленного изменения E0(r, t), производными высокого порядка можно пренебречь:
{\displaystyle \displaystyle \left|\nabla ^{2}E_{0}\right|\ll \left|{\vec {k}}_{0}\cdot \nabla E_{0}\right|}   и   {\displaystyle \displaystyle \left|{\frac {\partial ^{2}E_{0}}{\partial t^{2}}}\right|\ll \left|\omega _{0}\,{\frac {\partial E_{0}}{\partial t}}\right|,}   ,  {\displaystyle k_{0}=|\mathbf {k} _{0}|.}

После применения приближения и обнуления высших производных волновое уравнение запишется как :
{\displaystyle 2\,i\,\mathbf {k} _{0}\,\cdot \nabla E_{0}+2\,i\,\omega _{0}\,\mu _{0}\,\varepsilon _{0}\,{\frac {\partial E_{0}}{\partial t}}-\left(k_{0}^{2}-\omega _{0}^{2}\,\mu _{0}\,\varepsilon _{0}\right)\,E_{0}=0.}
С учетом того, что k0 и ω0 удовлетворяют дисперсионному соотношению:
{\displaystyle k_{0}^{2}-\omega _{0}^{2}\,\mu _{0}\,\varepsilon _{0}=0.\,}
получаем:
{\displaystyle \mathbf {k} _{0}\cdot \nabla E_{0}+\omega _{0}\,\mu _{0}\,\varepsilon _{0}\,{\frac {\partial E_{0}}{\partial t}}=0.}
Это гиперболическое уравнение, как и исходное волновое уравнение, но теперь первого, а не второго порядка. Оно верно для когерентных распространяющихся в близких к направлению k0 волн. Часто такое уравнение решить значительно проще, чем исходное.

### Параболическое приближение
Рассмотрим распространение вдоль направления z, то есть k0||z.Тогда метод применяется только к производным по координате z и по времени. Если {\displaystyle \scriptstyle \Delta _{\perp }=\partial ^{2}/\partial x^{2}+\partial ^{2}/\partial y^{2}} — оператор Лапласа в плоскости x-y, получим в результате:
{\displaystyle k_{0}{\frac {\partial E_{0}}{\partial z}}+\omega _{0}\,\mu _{0}\,\varepsilon _{0}\,{\frac {\partial E_{0}}{\partial t}}-{\tfrac {1}{2}}\,i\,\Delta _{\perp }E_{0}=0.}
Это параболическое уравнение, поэтому приближение называется также параболическим приближением.